# Modern Love (canção)
"Modern Love" é uma canção do músico britânico David Bowie. É a faixa de abertura do décimo quinto álbum de Bowie, Let's Dance, tendo sido lançada como terceiro single do álbum em setembro de 1983.
O  single chegou ao n°2 no Reino Unido e ao n°14 nos Estados Unidos. A canção foi tocada na apresentação de Bowie no Live Aid, em 1985, e nas turnês Glass Spider, de 1987, e Sound+Vision (1990). Em 1987, uma versão com Tina Turner foi feita para um comercial da Pepsi.

## Inspirações
Segundo Bowie, a maior inspiração para "Modern Love" foi Little Richard, um de seus primeiros ídolos: "Quando eu faço a minha coisinha de chamada-com-resposta em canções como "Modern Love", isso tudo vem de Little Richard". Nile Rodgers, produtor de Let's Dance, considerava "Modern Love" sua faixa favorita do álbum. Em 1983, ele a descreveu: "um velho rock de bar com um piano martelado, do tipo de Little Richard, enquanto por cima há um som muito sofisticado de sopros de jazz".

## Videoclipe
Um videoclipe dirigido por Jim Yukich foi gravado para a faixa. Nele, são mostradas cenas de Bowie e sua banda tocando a canção numa apresentação em 20 de julho de 1983, na Filadélfia.

## Apresentações: ao vivo
Devido ao verso "But I never wave bye bye" (em português: "Mas eu nunca digo adeus"), "Modern Love" foi utilizada como música de bis em algumas turnês de Bowie: Serious Moonlight, Glass Spider e Sound + Vision. A canção também foi ocasionalmente tocada na A Reality Tour. "Modern Love" foi tocada em 1985, na apresentação de Bowie no Live Aid.

## Faixas
O single foi lançado em discos de sete e de doze polegadas.

### Sete polegadas: EMI America / EA 158 (Reino Unido)
1. "Modern Love [Edit]" (David Bowie) — 3:56
2. "Modern Love [Live]" (Bowie) — 3:43

### Doze polegadas: EMI America / 12EA 158 (Reino Unido)
1. "Modern Love" (Bowie) — 4:46
2. "Modern Love [Live]" (Bowie) — 3:43

## Paradas musicais
| Parada musical (1983–2016)                            | Melhor posição |
| ----------------------------------------------------- | -------------- |
| Austrália (Kent Music Report)                         | 6              |
| Bélgica (Ultratop 50 de Flandres)                     | 3              |
| Bélgica (VRT Top 30 Flanders)                         | 3              |
| Canadá (RPM 50 Singles)                               | 2              |
| França (SNEP)                                         | 71             |
| O campo songid é OBRIGATÓRIO PARA PARADA ALEMÃ        | 27             |
| Irlanda (IRMA)                                        | 3              |
| Israel (Media Forest)                                 | 2              |
| Países Baixos (Dutch Top 40)                          | 9              |
| Países Baixos (Single Top 100)                        | 10             |
| Nova Zelândia (Recorded Music NZ)                     | 6              |
| Polónia (Polish Singles Chart)                        | 17             |
| Suíça (Schweizer Hitparade)                           | 17             |
| Reino Unido (UK Singles Chart)                        | 2              |
| Estados Unidos (Billboard Hot 100)                    | 14             |
| Estados Unidos Billboard (Hot Mainstream Rock Tracks) | 6              |

## Lançamento em outros álbuns
A canção foi lançada em várias compilações, quase sempre em sua versão de single:
- Changesbowie (1990)
- Bowie: The Singles 1969-1993 (1993)
- The Singles Collection (1993)
- Best of Bowie (2002)
- Sound + Vision (2003 e versões posteriores) – versão ao vivo (lado B)
- The Platinum Collection (2006)
- The Best of David Bowie 1980/1987 (2007)
- Nothing Has Changed (2014) (edições com 2 ou 3 discos e em vinil)
- Bowie Legacy (2016) (edições com 2 discos e em vinil)

## Na cultura popular

### Filmes
- Presente nos créditos de abertura de Couples Retreat (2009).[22]
- Presente na trilha-sonora de Adventureland (2009).[23]
- Presente na trilha-sonora de Mauvais Sang (1986).[24]
- Escutada em um rádio em Hot Tub Time Machine (2010).[25]
- Presente na trilha-sonora de Frances Ha (2012).[26]
- Presente na trilha-sonora de Hoje Eu Quero Voltar Sozinho (2014).[27]
- Presente na trilha-sonora de The Business (2005).[28]
- Presente na trilha-sonora de Sleeping with Other People (2015).[29]